# 김철수 (짱구는 못말려)
김철수는 《짱구는 못말려》에 나오는 등장인물로, 성우는 마시바 마리 / 여민정 (TV, 극장판), 김정애 (SBS), 배정민 (MBC)이다. 일본명은 카자마 토오루(일본어: 風間 トオル)이다.

## 성격
남들보다 우수해야 한다는 의지가 강하기 때문에 항상 떡잎마을 방범대의 리더를 자처한다. 물론 리더 하고 싶은 건 다른 멤버들도 마찬가지라서 자칭이다. 다만 구호 선창 정도는 자주 하는 편이고 받아들여지든 않든 뭘 어떻게 하자는 의견 제시는 적극적으로 한다. 상식이 많은 편이고 집이 부유해서 이것저것 경험이 많은데 이를 바탕으로 자신이 리더가 되어야 한다고 주장하면 다른 친구들이 태클 걸며 투닥거리는 패턴이 상당히 자주 나온다. 단, 뭔가 사고 쳤을 때는 짱구가 곧잘 철수에게 대장이니 책임지라며 대장 자리를 떠민다.
완벽을 추구하는 성격에 또래보다 어른스럽게 그리고 모범적이고 품위 있는 모습을 보이고픈 욕구가 강해서 어른스러움을 과시하려는 경향이 있는데 이쪽도 결국 5살이고 아버지 없이 지낸 시간이 길어 어리광이 많은 성격이라 자폭하는 경우가 많다. 예를 들어 신짱에게 자신은 항상 자기만의 방에서 혼자 침대에서 잔다고 하지만 정작 본인은 거의 매일 어머니 방에 가서 잔다든가 한다. 게다가 완벽주의 때문인지는 몰라도 쓸데없을 정도로 걱정이 많다. 여자애들이 좋아하는 만화의 팬이라는 걸 들키면 친구들은 물론 유치원 선생님들까지 자신을 조롱할 거라고 생각한다든지 심지어는 양말에 구멍이 난 걸 가지고 자신을 비웃을까 봐 목숨을 거는 에피소드도 있었으며, 급식판을 엎어버리고 손도 쓸 수 없게 일이 꼬이자 그 일로 놀림받는 미래를 상상하며 좌절하기도 했다,
짱구가 사고를 친 후 혼날까 봐 거짓말을 한다면, 이쪽은 이 어른스러움에 대한 욕구 때문에 거짓말을 하거나 허세를 부리고 트집을 잡거나 정신승리를 한다. 자신은 커피를 즐겨 마신다고 했으나 사실은 코코아였고, 애들이 춥다고 했을 땐 "난 집에서 벽난로의 불을 쬐며 코코아를 마시지." 라고 뻥을 쳤다. 전반적으로 대부분의 운동을 고루고루 잘한다. 전반적으로 운동을 못하는 것처럼 그려지는 훈이나, 회차에 따라 정도가 오락가락하는 유리나 맹구를 제외하면 일관적으로 운동을 잘한다고 묘사된다. 축구나 야구, 수영, 달리기같은 메이저 운동을 다루는 메인 에피소드에서도 대부분 경험이 있다고 나오며 실제로 어느 정도는 활약한다.
다만 그렇다고 철수의 운동신경이 천재급이란건 절대 아니고, 사실 철수의 이런 운동신경은 종국에는 더 넘사벽으로 잘하는, 혹은 엉망진창으로 엉뚱하게 일을 벌리는 짱구에게 패배하거나 당황하는 장치로서 사용되는 경우가 훨씬 많다.
짱구는 철수을 좋아하지만 철수는 짱구를 싫어한다
철수와이별해요 편에서 짱구가 뽀뽀하려고했는데 철수가 짱구를 밀치고 화를낸다
그래서 짱구는 웃으면서 이제야 철수같애라고 대답한다

## 취미
특이하게도 5살이면서 오타쿠 관련 취미가 있다. 주요 대상이었던건 '마법소녀 모에P', '마법소녀 마리'같은 여성향 컨셉의 애니메이션들로 어린이들이라면 누구나 좋아하는 액션가면도 범주안에 들어간다.